# Специальная группа вмешательства

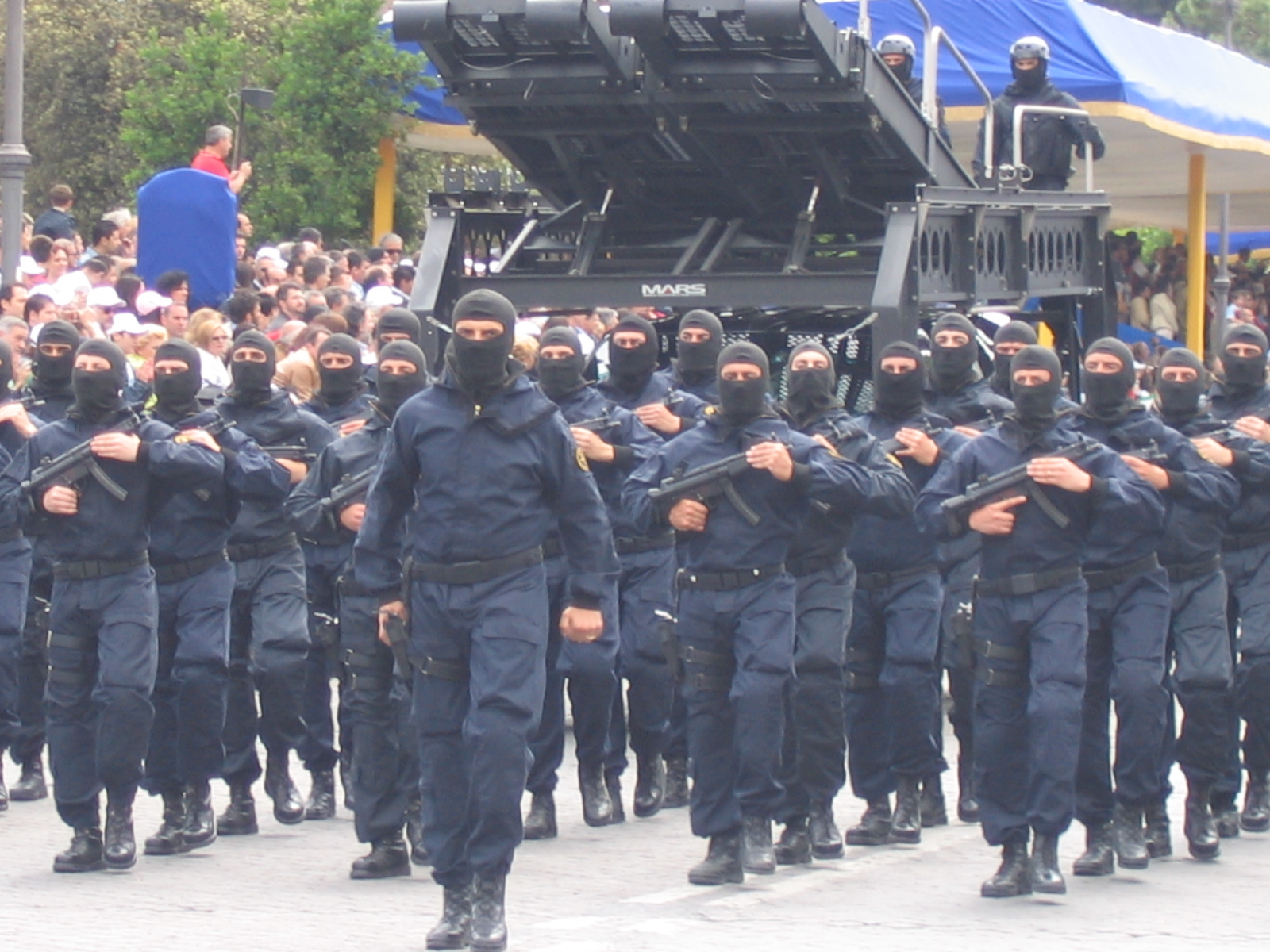
Бойцы GIS на военном параде

Специальная группа вмешательства (итал. Gruppo di intervento speciale, GIS) — подразделение специального назначения итальянских карабинеров.

## История
Подразделение было создано 6 февраля 1978 года. 
28 декабря 1980 года, когда заключенные члены левой террористической группировки захватили в тюрьме в Трани 17 заложников, в течение короткого времени бойцы GIS освободили заложников, причем никто не пострадал. 
25 августа 1987 года, когда в тюрьме в Порто-Адзурро 6 человек, приговоренных к пожизненному заключению, и из них один террорист, захватили в заложники 11 заключенных, 17 охранников тюрьмы и 5 гражданских лиц, бойцы GIS освободили заложников. 
9 мая 1997 года бойцы GIS освободили Колокольню собора Святого Марка в Венеции от вооруженных боевиков сепаратистского движения «Республика Венеция». 
С 2002 года бойцы GIS участвовали в операциях в Афганистане, с 2003 года они участвовали в операциях в Ираке.
В феврале 2014 года бойцы GIS арестовали босса «Ндрангеты» Доменико Кутри.

## Организация
GIS включает шесть отделов: 
- командный отдел – разработка, командование и контроль операций
- административный отдел – обеспечение операций снаряжением
- учебно‑тренировочный отдел – тренировка операторов
- отдел исследования, разведки и обнаружения целей
- боевой отдел – включает 3 отряда, которые состоят из команд по 4 человека: командир, специалист по взрывам, специалист по скоростному подъему на здания, специалист по снаряжению
- отдел избранных стрелков – состоит из групп по 3 человека – двух снайперов, вооруженных снайперскими винтовками Mauser 86 SR, и снайпера, вооруженного винтовкой HK PSG1.

Всего в GIS служит 450 человек, его командир имеет звание полковника. 

## Подготовка
Первоначально в GIS отбирались лишь карабинеры из парашютного полка «Тоскания». Сейчас любой карабинер может подать заявление о приеме в GIS. Успешно прошедшие психофизическое тестирование и собеседование кандидаты отправляются в школу десантной подготовки на курс, который длится 9 месяцев. Прошедшие этот курс кандидаты допускаются ко второму этапу обучения, который длится 45 недель и делится на первый полуэтап — 18 недель и второй полуэтап — 27 недель. В течение первого полуэтапа изучается продвинутый курс рукопашного боя для применения в антитерроре и разведке, продвинутый курс взрывчатых веществ, усовершенствованный курс использования огнестрельного оружия, курс использования технических средств наблюдения и аппаратуры прослушивания и устройств по проникновению в помещение, курс взлома дверей зданий, самолетов и транспортных средств, курс оценки целей и сбора информации при проведении антитеррористической операции, курс скоростного спуска со зданий и вертолетов, курс использования фото- и видеотехники, продвинутый курс стрельбы, курс эскортирования VIP-персон. Второй полуэтап включает полицейскую стрельбу и стрельбу при проведении антитеррористических мероприятий, курс передовых технологий применения взрывчатых веществ, курс военного альпинизма и военно-лыжная подготовка, курс вождения в составе группы антитеррора для выполнения специальных заданий, курс дайвера и плавсредств для проведения операций на море, курс изучения методов террористов и партизан и противодействия им, курс штурма самолетов. 
Затем кандидаты проходят парашютный курс с техникой свободного падения и парашютный курс прыжков с больших высот с техникой раскрытия парашюта на низкой высоте и техникой скольжения на парашюте на больших высотах. 
По окончании основных курсов кандидаты проходят специализированные курсы, согласно тем должностям, которые будут занимать в подразделении (снайпер, специалист по применению взрывчатых веществ, специалист по обезвреживанию самодельных взрывных устройств, передовой корректировщик авиации, военный медик).

## Оружие
На вооружении GIS находятся автоматы Beretta ARX-160, пистолеты-пулеметы HK MP5, пистолеты Beretta 92 и Glock, снайперские винтовки.